# Saint-Sauveur-Camprieu
Pour les articles homonymes, voir Saint-Sauveur.
Saint-Sauveur-Camprieu est une commune française située dans le nord-ouest du département du Gard, en région Occitanie.
Exposée à un climat de montagne, elle est drainée par le Trèvezel, le Bramabiau et par divers autres petits cours d'eau. Incluse dans les Cévennes, la commune possède un patrimoine naturel remarquable : deux sites Natura 2000 (le « massif de l'Aigoual et du Lingas » et « les Cévennes ») et trois zones naturelles d'intérêt écologique, faunistique et floristique.
Saint-Sauveur-Camprieu est une commune rurale qui compte 212 habitants en 2022, après avoir connu un pic de population de 864 habitants en 1931. Ses habitants sont appelés les Candrivains ou Candrivaines.

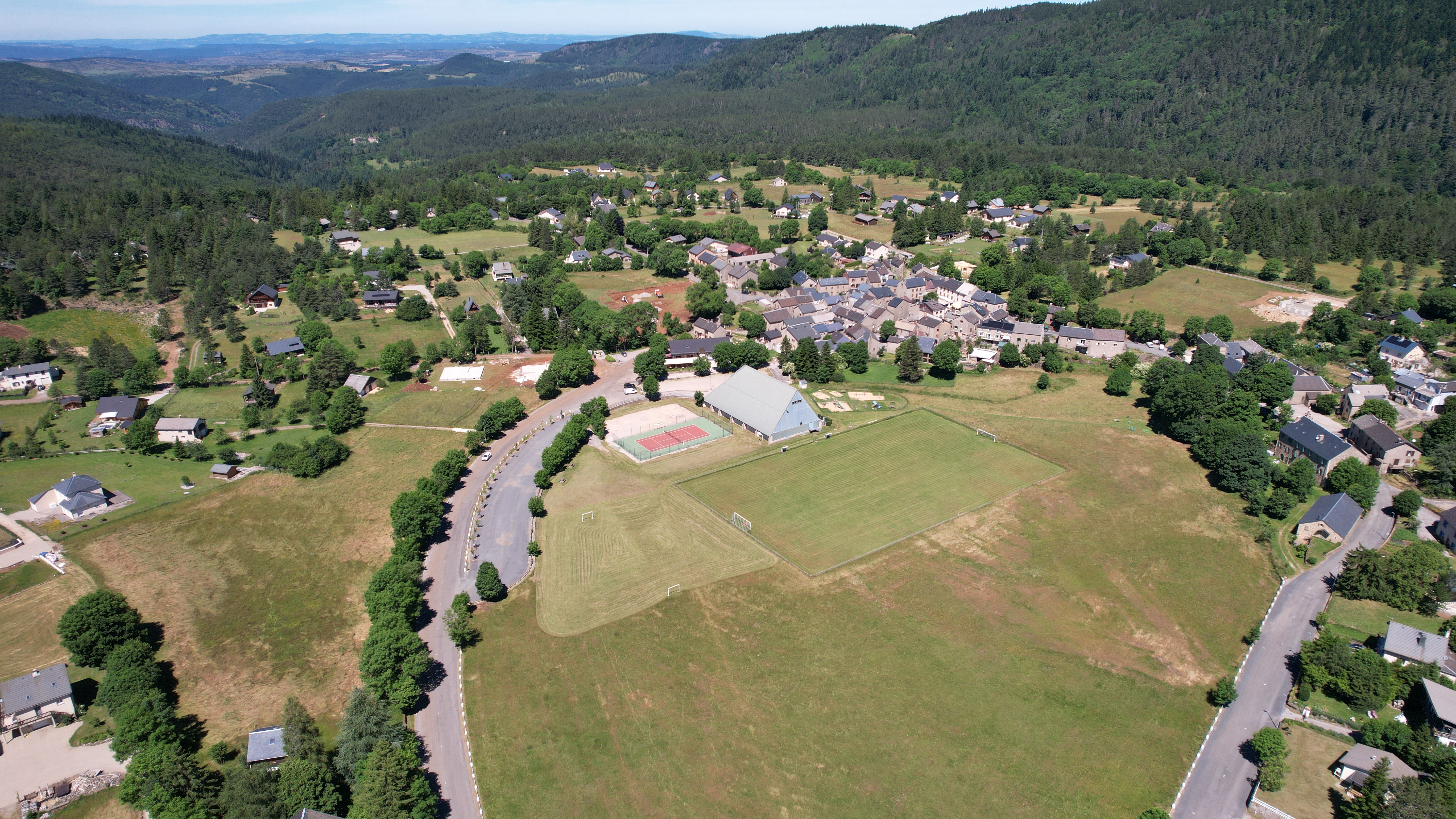
Saint Sauveur Camprieu

## Géographie

### Généralités

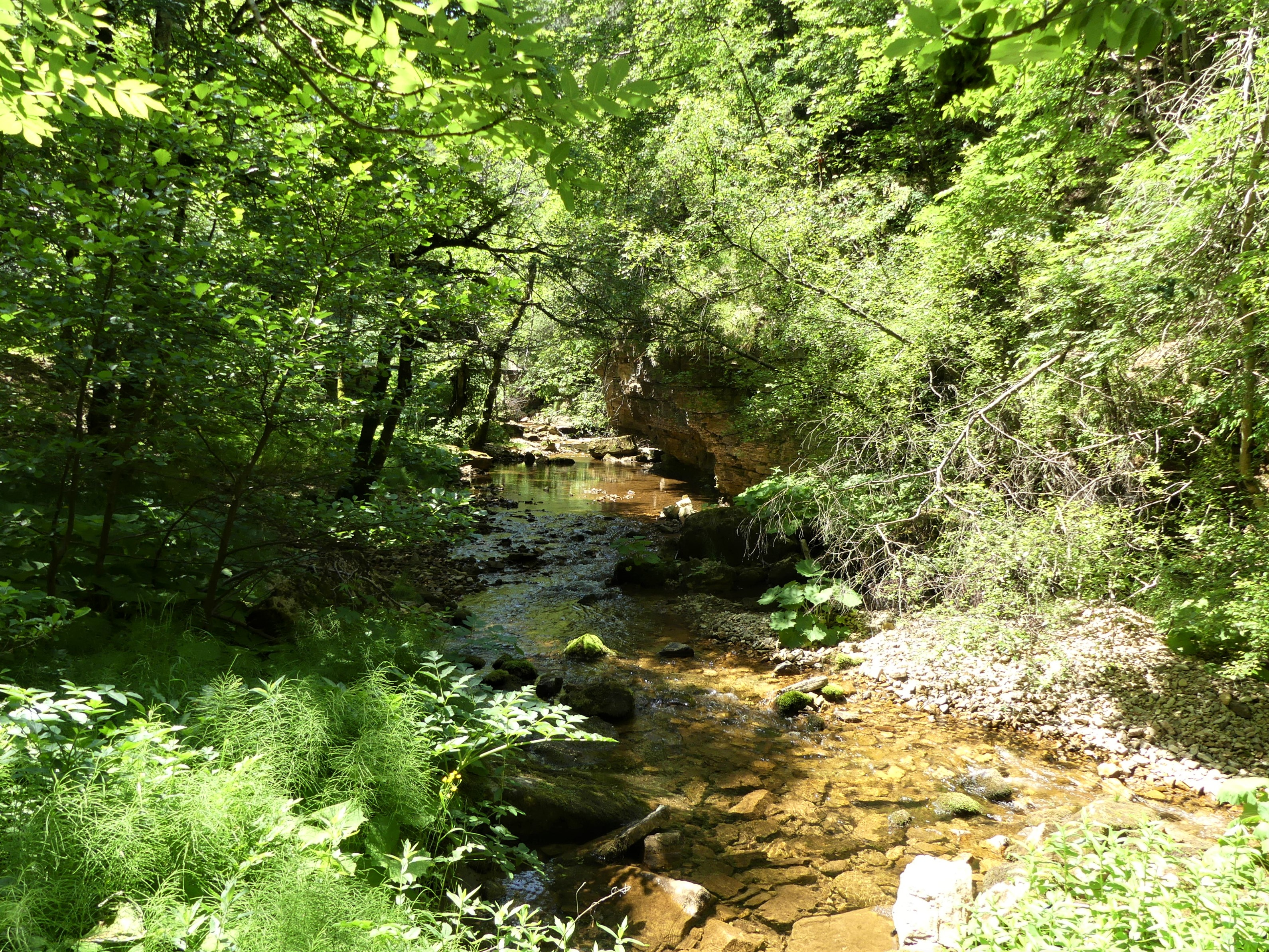
Le Bramabiau en aval de l'abîme.

Dans l'ouest du département du Gard et limitrophe de celui de la Lozère, la commune de Saint-Sauveur-Camprieu est située dans le parc national des Cévennes, à l'ouest du mont Aigoual. Le territoire communal, qui s'étire sur 31,74 km2, est arrosé par le Bonheur qui se perd dans le sous-sol calcaire au nord-est du bourg de Camprieu et ressurgit sous le nom de Bramabiau en deux endroits distants d'environ 300 mètres dont le plus connu sort de l'abîme de Bramabiau. Le Bramabiau rejoint ensuite le Trèvezel qui arrose le sud de la commune.
L'altitude minimale, 756 ou 783 mètres, se trouve localisée à l'extrême ouest, là où le Trèvezel quitte la commune et entre sur celle de Lanuéjols. L'altitude maximale avec 1 400 ou 1 402 mètres est située au sud, 700 mètres à l'ouest du col de Faubel.

### Communes limitrophes
Saint-Sauveur-Camprieu est limitrophe de quatre autres communes dont une en Lozère. Au sud-ouest, son territoire est distant de 850 mètres de celui de Trèves.
|           | Meyrueis (Lozère)      |               |
| Lanuéjols | Saint-Sauveur-Camprieu | Val-d'Aigoual |
|           | Dourbies               |               |

### Voies de communication et transports

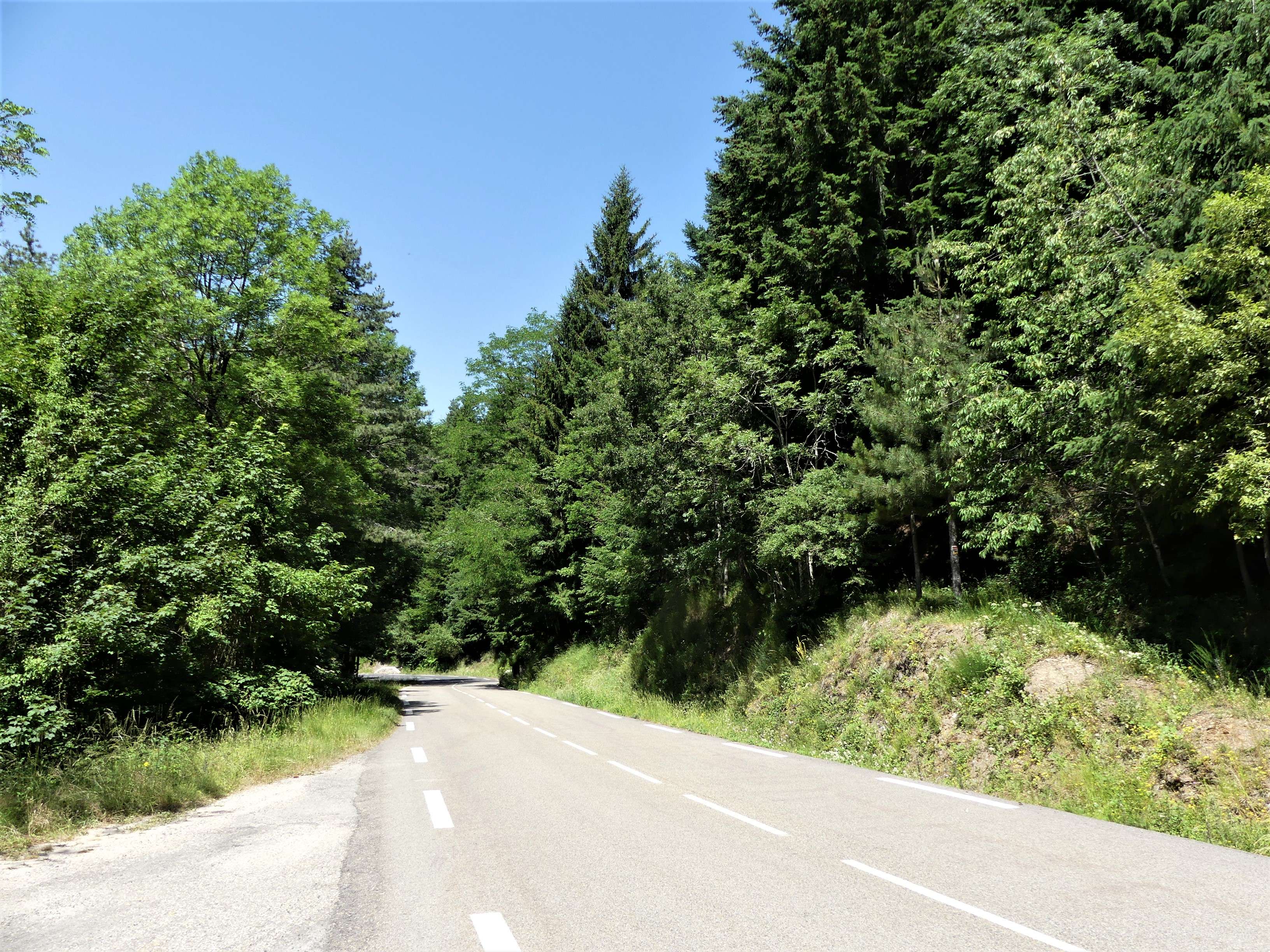
La route départementale 986 au Serre de Saint-Sauveur.

Traversé par la route départementale (RD) 157, le bourg de Camprieu où se trouve la mairie est situé, en distances orthodromiques, 17 kilomètres au nord-ouest du Vigan et 31 kilomètres à l'est de Millau. Le hameau de Saint-Sauveur est situé deux kilomètres et demi plus à l'ouest.
Le territoire communal est également desservi à l'est et au nord par les RD 986 et 986a, au nord-ouest par la RD 252 et au sud-ouest par les RD 334 et 334a.
Le territoire communal est parcouru par plusieurs sentiers de grande randonnée :
- le GR 6 borde une grande partie du nord de la commune, lui servant de limite territoriale sur plusieurs kilomètres ;
- du nord-ouest au sud-ouest, entre Meyrueis et Dourbies, le GR 66 (le tour du mont Aigoual) sur sept kilomètres et demi (dont au nord-ouest, un kilomètre et demi en commun avec le GR 62) passe à Saint-Sauveur et franchit le Bramabiau au pont de l'Âne ;
- entre Valleraugue et Lanuéjols, le GR 62 forme un itinéraire de sept kilomètres sur le territoire communal, passant devant l'église et la mairie au bourg de Camprieu ; il participe du parcours du chemin de Saint-Guilhem-le-Désert ;
- du nord-ouest au sud-ouest, le GR 66A est une variante plus orientale du GR 66 et s'étend sur onze kilomètres du territoire communal, dont trois en commun, en bordure nord-ouest, avec le GR 6. Il croise le GR 62 au bourg de Camprieu puis franchit le Trèvezel.

### Climat
Pour des articles plus généraux, voir Climat de l'Occitanie et Climat du Gard.

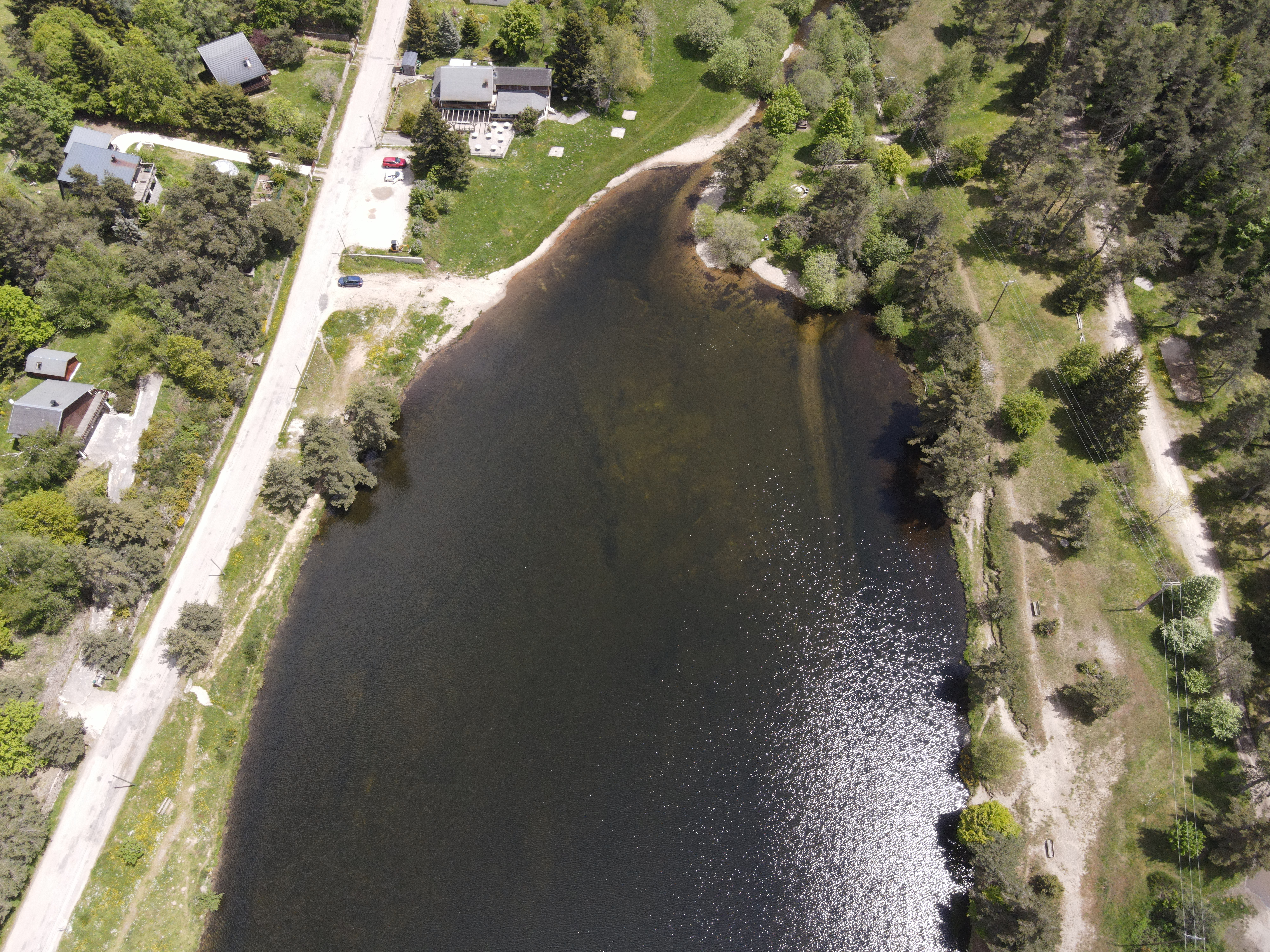
Lac du Bonheur

En 2010, le climat de la commune est de type climat de montagne, selon une étude s'appuyant sur une série de données couvrant la période 1971-2000. En 2020, Météo-France publie une typologie des climats de la France métropolitaine dans laquelle la commune est exposée à un climat de montagne ou de marges de montagne et est dans la région climatique Sud-est du Massif Central, caractérisée par une pluviométrie annuelle de 1 000 à 1 500 mm, minimale en été, maximale en automne.

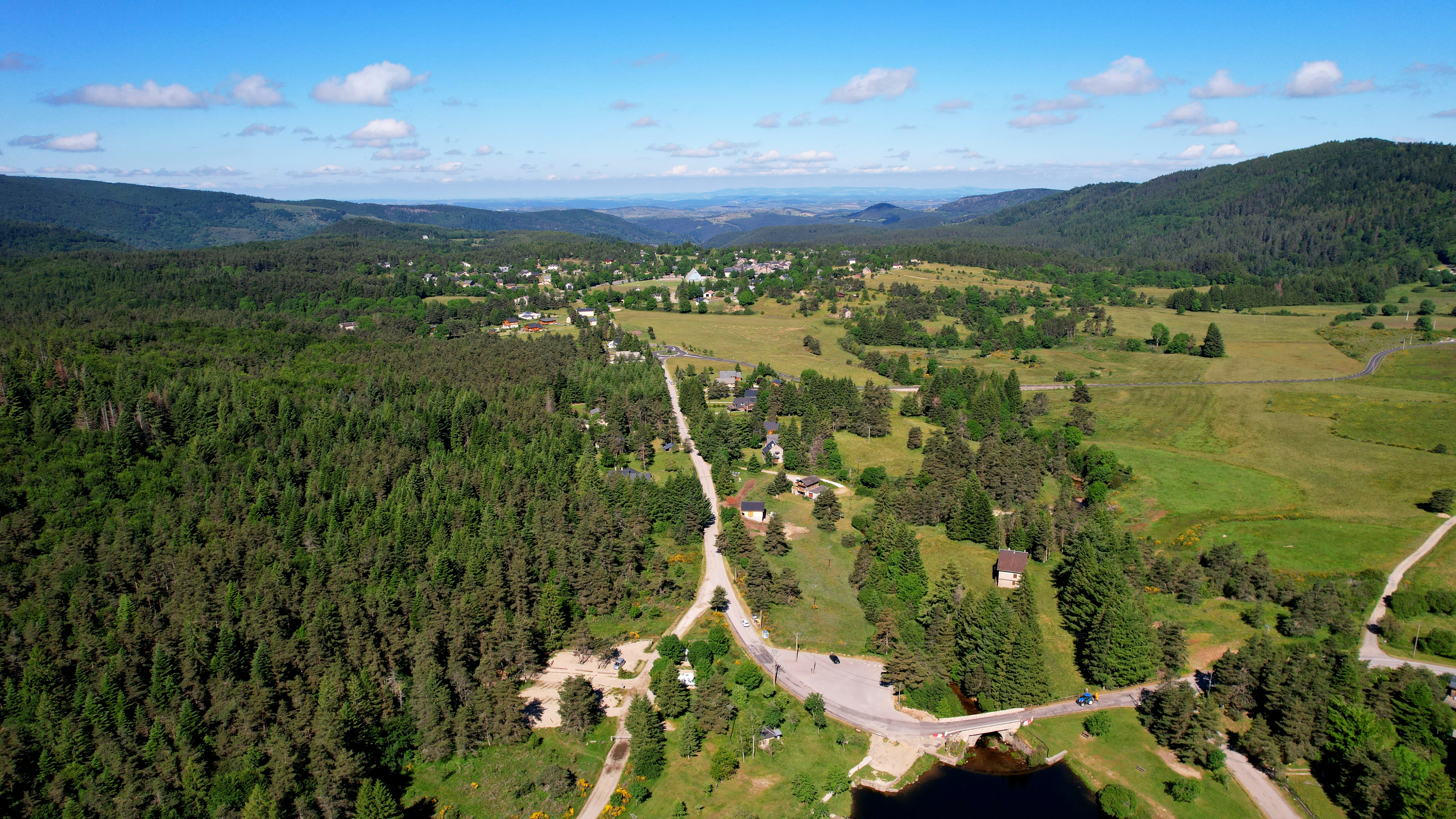
Camprieu vu du Lac

Pour la période 1971-2000, la température annuelle moyenne est de 7,4 °C, avec une amplitude thermique annuelle de 15,6 °C. Le cumul annuel moyen de précipitations est de 1 293 mm, avec 12,1 jours de précipitations en janvier et 5,8 jours en juillet. Pour la période 1991-2020, la température moyenne annuelle observée sur la station météorologique installée sur la commune est de 8,6 °C et le cumul annuel moyen de précipitations est de 1 474,9 mm,. Pour l'avenir, les paramètres climatiques de la commune estimés pour 2050 selon différents scénarios d’émission de gaz à effet de serre sont consultables sur un site dédié publié par Météo-France en novembre 2022.

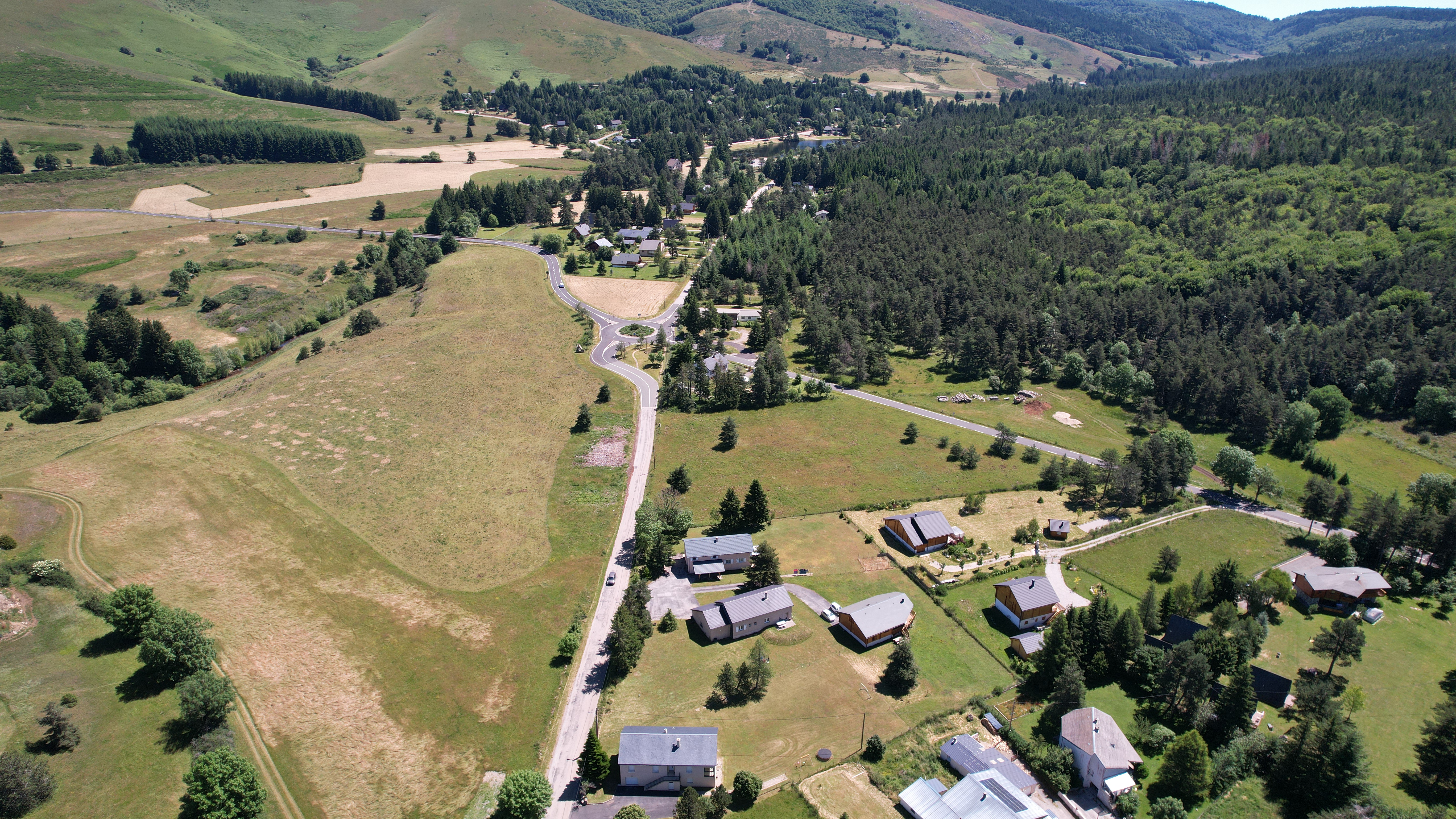
Lac vu de Camprieu

| Mois                                  | jan.           | fév.           | mars           | avril         | mai           | juin          | jui.          | août         | sep.          | oct.          | nov.             | déc.            | année      |
| ------------------------------------- | -------------- | -------------- | -------------- | ------------- | ------------- | ------------- | ------------- | ------------ | ------------- | ------------- | ---------------- | --------------- | ---------- |
| Température minimale moyenne (°C)     | −2,5           | −2,8           | −0,3           | 2,2           | 5,6           | 9             | 10,8          | 10,8         | 7,7           | 5,3           | 1,1              | −1,6            | 3,8        |
| Température moyenne (°C)              | 1,2            | 1,3            | 4,3            | 7,1           | 10,7          | 15            | 17            | 17           | 13,3          | 9,7           | 4,7              | 2,1             | 8,6        |
| Température maximale moyenne (°C)     | 4,8            | 5,3            | 8,9            | 12            | 15,8          | 20,9          | 23,3          | 23,2         | 18,9          | 14,1          | 8,2              | 5,8             | 13,4       |
| Record de froid (°C) date du record   | −15,7 13.01.03 | −15,9 08.02.12 | −18,1 01.03.05 | −9,9 04.04.22 | −3,2 01.05.04 | −1,8 04.06.01 | −0,5 17.07.00 | 1,7 22.08.04 | −0,9 18.09.22 | −9,5 25.10.03 | −12,2 21.11.1998 | −16,3 21.12.01  | −18,1 2005 |
| Record de chaleur (°C) date du record | 20,2 01.01.22  | 21,5 27.02.19  | 22,4 17.03.14  | 25,5 29.04.05 | 29,3 22.05.22 | 35,5 28.06.19 | 33,3 18.07.23 | 36 23.08.23  | 28,7 17.09.19 | 26,7 02.10.11 | 21,6 11.11.15    | 22,6 15.12.1998 | 36 2023    |
| Précipitations (mm)                   | 138,1          | 93,8           | 97,6           | 147,7         | 121,8         | 81,9          | 56,3          | 59,3         | 127,5         | 189           | 220,2            | 141,7           | 1 474,9    |

### Milieux naturels et biodiversité

#### Espaces protégés
La protection réglementaire est le mode d’intervention le plus fort pour préserver des espaces naturels remarquables et leur biodiversité associée,.
Environ une moitié de la commune fait partie de la zone cœurdu Parc national des Cévennes. Ce  parc national, créé en 1967, est un territoire de moyenne montagne formé de cinq entités géographiques : le massif de l'Aigoual, le causse Méjean avec les gorges du Tarn et de la Jonte, le mont Lozère, les vallées cévenoles ainsi que le piémont cévenol.
La commune fait également partie des Cévennes, un territoire reconnu réserve de biosphère par l'UNESCO en 1985 pour la mosaïque de milieux naturels qui la composent et qui abritent une biodiversité exceptionnelle, avec 2 400 espèces animales, 2 300 espèces de plantes à fleurs et de fougères, auxquelles s’ajoutent d’innombrables mousses, lichens, champignons,.

#### Réseau Natura 2000

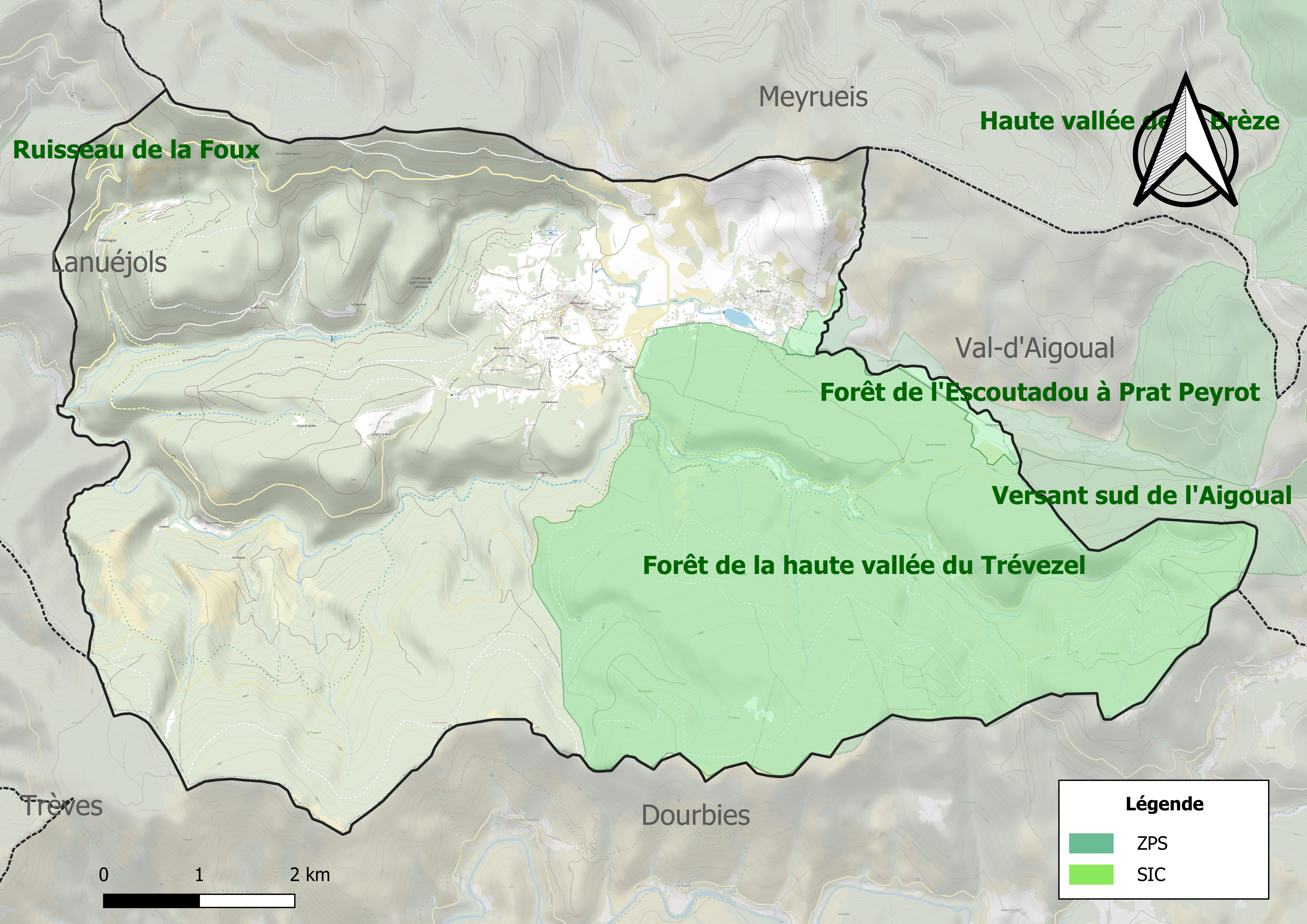
Site Natura 2000 sur le territoire communal.

Le réseau Natura 2000 est un réseau écologique européen de sites naturels d'intérêt écologique élaboré à partir des directives habitats et oiseaux, constitué de zones spéciales de conservation (ZSC) et de zones de protection spéciale (ZPS).
Un site Natura 2000 a été défini sur la commune au titre de la directive habitats :
- le « massif de l'Aigoual et du Lingas », d'une superficie de 10 546 ha, constituant la ligne de partage des eaux entre Méditerranée et Atlantique. On y trouve des pelouses et landes qu'on peut qualifier de pseudo-alpines, recélant des éléments floristiques des Alpes et des Pyrénées en disjonction d'aire. La diversité spécifique de l'ensemble du site est remarquable, avec en particulier la présence de la très rare Buxbaumia viridis[15]

et un au titre de la directive oiseaux :
- « les Cévennes », d'une superficie de 92 044 ha, correspondant précisément à la zone centrale du parc national des Cévennes et rassemblant plusieurs ensembles distincts. La diversité des milieux et des paysages permet le maintien d'une avifaune riche et diversifiée : au total, 135 espèces d'oiseaux, dont 22 inscrites à l'annexe 1 de la directive 79-409-CEE, recensées dans la zone centrale du parc, dont une vingtaine d'espèces de rapaces diurnes et sept nocturnes[16].

#### Zones naturelles d'intérêt écologique, faunistique et floristique
L’inventaire des zones naturelles d'intérêt écologique, faunistique et floristique (ZNIEFF) a pour objectif de réaliser une couverture des zones les plus intéressantes sur le plan écologique, essentiellement dans la perspective d’améliorer la connaissance du patrimoine naturel national et de fournir aux différents décideurs un outil d’aide à la prise en compte de l’environnement dans l’aménagement du territoire.
Deux ZNIEFF de type 1 sont recensées sur la commune :
la « forêt de la haute vallée du Trévezel » (1 226 ha), couvrant 2 communes du département, et
la « tourbière de la vallée du Bonheur » (74 ha), couvrant 2 communes du département
et une ZNIEFF de type 2, :
le « massif de l'Aigoual et du Lingas » (28 495 ha), couvrant 17 communes dont 12 dans le Gard et 5 dans la Lozère.

Carte des ZNIEFF de type 1 et 2 à Saint-Sauveur-Camprieu.
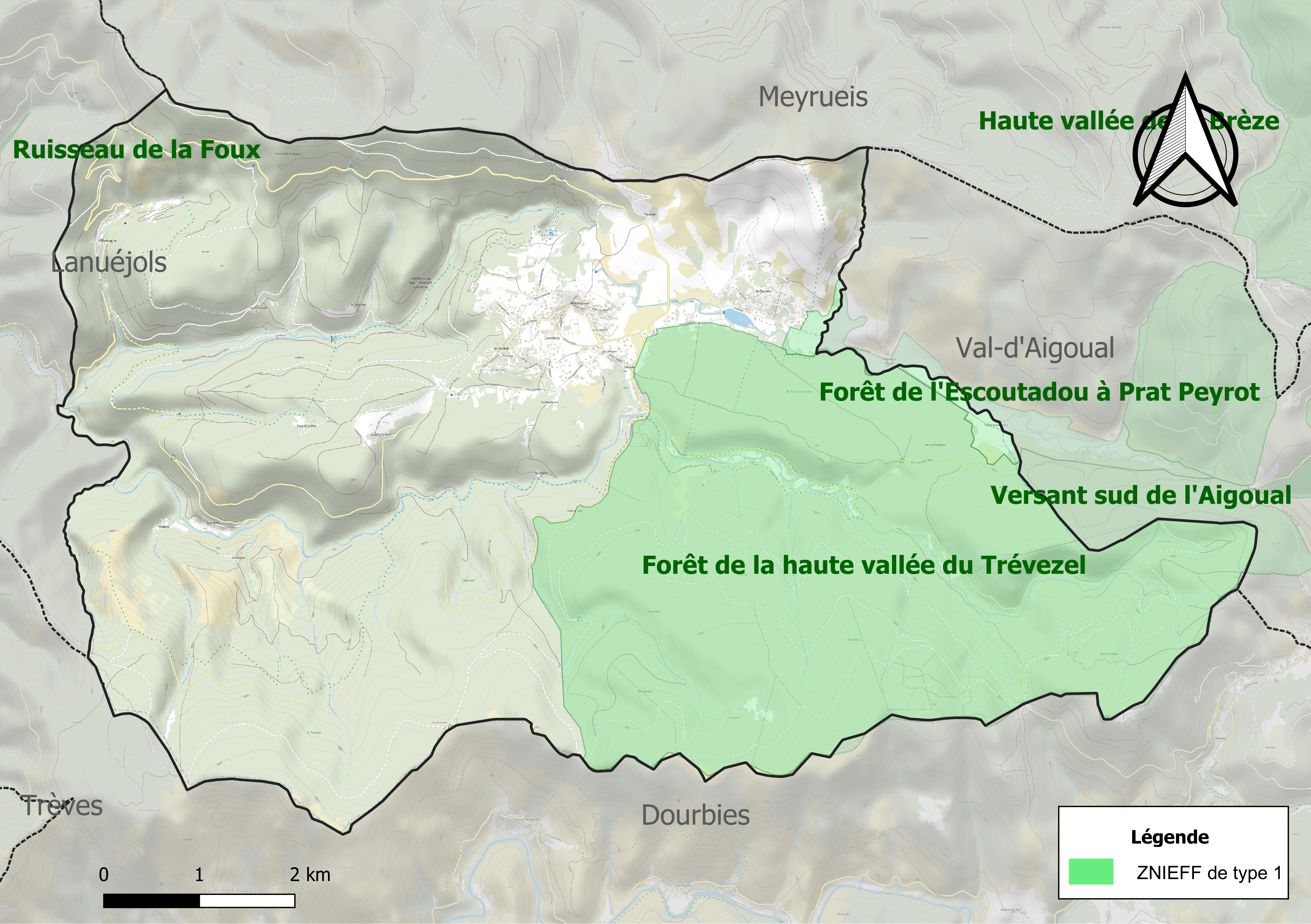
Carte des ZNIEFF de type 1 sur la commune.
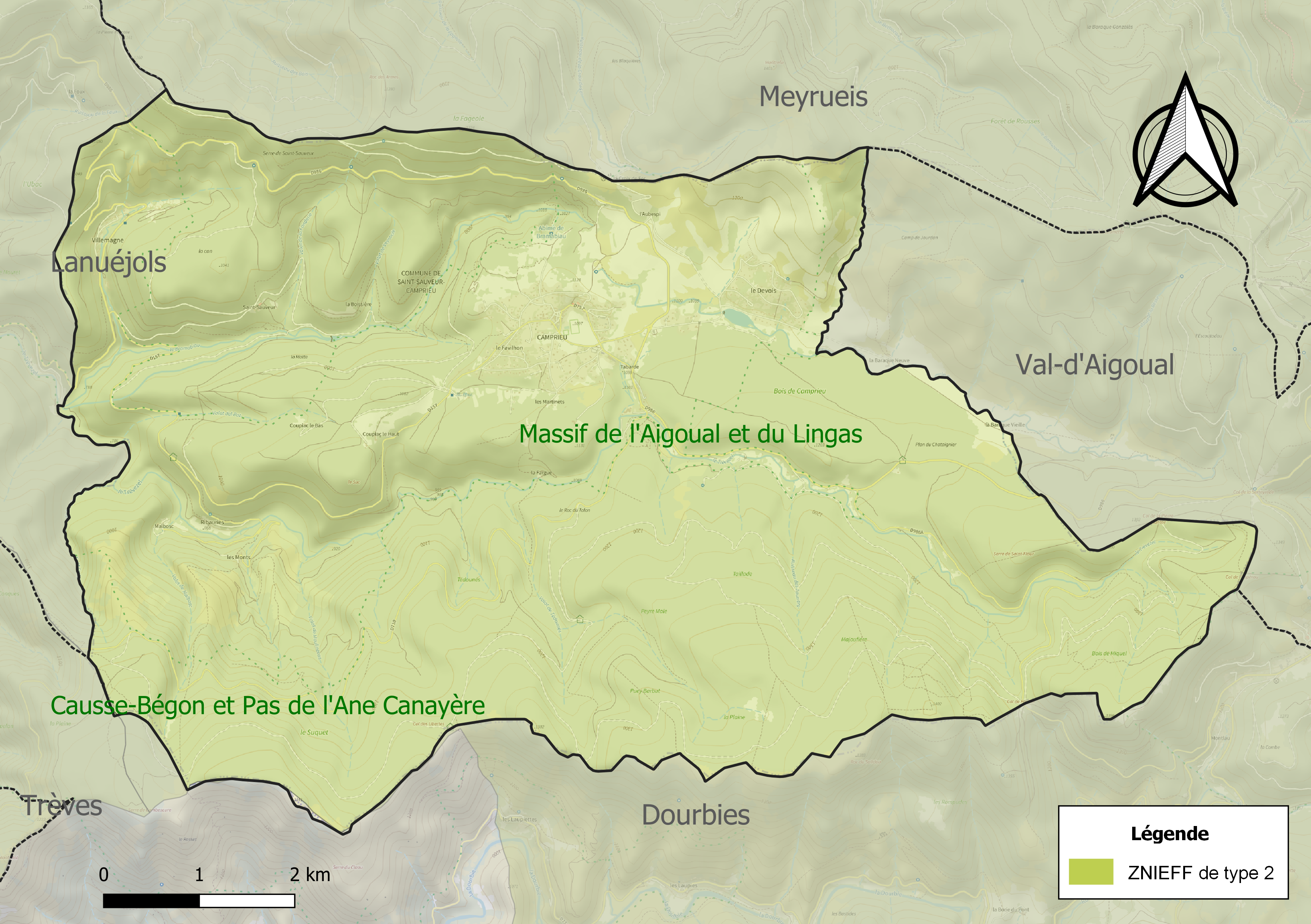
Carte de la ZNIEFF de type 2 sur la commune.

## Urbanisme

### Typologie
Au 1er janvier 2024, Saint-Sauveur-Camprieu est catégorisée commune rurale à habitat dispersé, selon la nouvelle grille communale de densité à sept niveaux définie par l'Insee en 2022.
Elle est située hors unité urbaine et hors attraction des villes,.

### Occupation des sols
L'occupation des sols de la commune, telle qu'elle ressort de la base de données européenne d’occupation biophysique des sols Corine Land Cover (CLC), est marquée par l'importance des forêts et milieux semi-naturels (95 % en 2018), une proportion identique à celle de 1990 (95 %). La répartition détaillée en 2018 est la suivante :
forêts (86,3 %), milieux à végétation arbustive et/ou herbacée (8,7 %), prairies (2,9 %), zones urbanisées (2,2 %). L'évolution de l’occupation des sols de la commune et de ses infrastructures peut être observée sur les différentes représentations cartographiques du territoire : la carte de Cassini (XVIIIe siècle), la carte d'état-major (1820-1866) et les cartes ou photos aériennes de l'IGN pour la période actuelle (1950 à aujourd'hui).

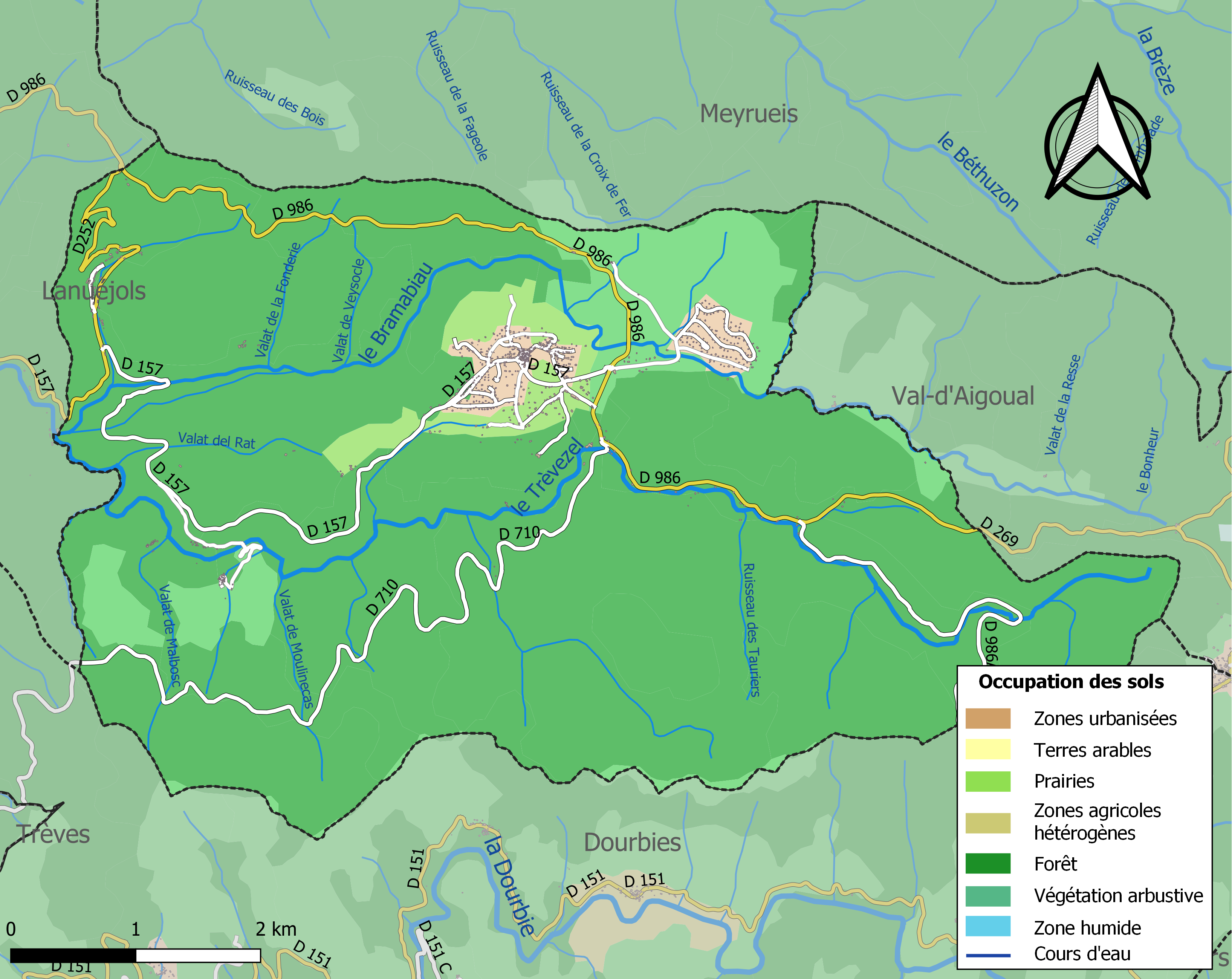
Carte des infrastructures et de l'occupation des sols de la commune en 2018 (CLC).

### Risques majeurs
Le territoire de la commune de Saint-Sauveur-Camprieu est vulnérable à différents aléas naturels : météorologiques (tempête, orage, neige, grand froid, canicule ou sécheresse), inondations, feux de forêts, mouvements de terrains et séisme (sismicité faible). Il est également exposé à un risque particulier : le risque de radon. Un site publié par le BRGM permet d'évaluer simplement et rapidement les risques d'un bien localisé soit par son adresse soit par le numéro de sa parcelle.

#### Risques naturels
Certaines parties du territoire communal sont susceptibles d’être affectées par le risque d’inondation par débordement de cours d'eau, notamment le Trèvezel et le Bramabiau. La commune a été reconnue en état de catastrophe naturelle au titre des dommages causés par les inondations et coulées de boue survenues en 1982, 1992 et 1994,.

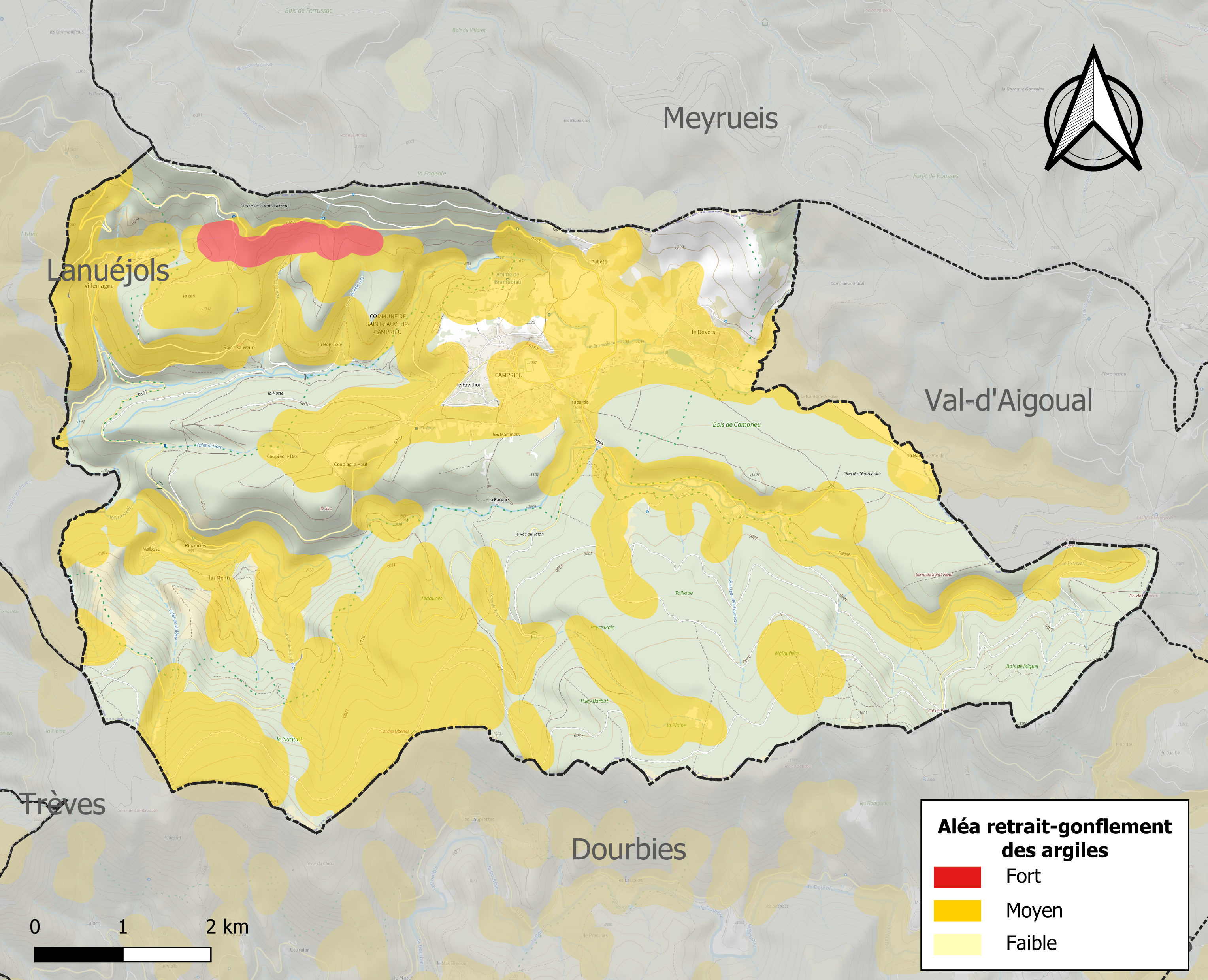
Carte des zones d'aléa retrait-gonflement des sols argileux de Saint-Sauveur-Camprieu.

La commune est vulnérable au risque de mouvements de terrains constitué principalement du retrait-gonflement des sols argileux. Cet aléa est susceptible d'engendrer des dommages importants aux bâtiments en cas d’alternance de périodes de sécheresse et de pluie. 49,5 % de la superficie communale est en aléa moyen ou fort (67,5 % au niveau départemental et 48,5 % au niveau national). Sur les 568 bâtiments dénombrés sur la commune en 2019, 429 sont en aléa moyen ou fort, soit 76 %, à comparer aux 90 % au niveau départemental et 54 % au niveau national. Une cartographie de l'exposition du territoire national au retrait gonflement des sols argileux est disponible sur le site du BRGM,.
Par ailleurs, afin de mieux appréhender le risque d’affaissement de terrain, l'inventaire national des cavités souterraines permet de localiser celles situées sur la commune.

#### Risque particulier
Dans plusieurs parties du territoire national, le radon, accumulé dans certains logements ou autres locaux, peut constituer une source significative d’exposition de la population aux rayonnements ionisants. Certaines communes du département sont concernées par le risque radon à un niveau plus ou moins élevé. Selon la classification de 2018, la commune de Saint-Sauveur-Camprieu est classée en zone 3, à savoir zone à potentiel radon significatif.

## Toponymie
Le nom « camprieu » (Camp del Rieu) signifie « champ de la rivière » en occitan.
Selon le dictionnaire le Robert des noms propres et des patronymes, Pourcils correspond à pourceaux car ce vallon, boisé et parcouru par le Bramabiau, a toujours abrité des sangliers, ce qui est encore vrai de nos jours.

## Histoire
Dans le contexte de la fin de la guerre d'Algérie, la commune a abrité un hameau de forestage à partir de novembre 1962, à destination de familles de harkis, précisément dans le hameau minier de Villemagne.
Au cours de la Révolution française, la commune, alors nommée Saint-Sauveur-des-Pourcils, porte provisoirement le nom de Plan-des-Pourcils.

C'est en 1987 que la commune adopte le nom de Saint-Sauveur-Camprieu.

### Saint-Sauveur-des-Pourcils
Saint-Sauveur-des-Pourcils était jadis le hameau le plus important de la commune, avec le cimetière, ainsi que l’église et sa chapelle, attenantes au château. Situé sur un replat au-dessus du ruisseau de Bramabiau, le site est aujourd’hui entouré de versants boisés (voir le film-documentaire Aigoual, la forêt retrouvée de Marc Khanne), non loin du lieu-dit les Plos, une ferme de la Boissière.
Cette paroisse dessert aussi Villemagne, situé plus bas, et au-delà les quatre hameaux de la rivière basse sur la vallée du Trèvezel : Ribauriés, Mal-Bosc, les monts la Forgue et enfin, au-dessus, sur le plateau assiégé par tous les vents, Camprieu.
En 1885, l’évêque de Nîmes se rend à Saint-Sauveur-des-Pourcils pour la cérémonie de la confirmation. À son arrivée sur le plateau de Camprieu, le temps se gâte, il lui faut laisser sa voiture et emprunter un chemin abrupt qui le conduit à Saint-Sauveur en chaise à porteurs. Le temps changeant très vite, l’évêque et ses gens ont droit à un récital de pluie et de bourrasques. L’évêque dans l'église dit alors : « Braves gens de Camprieu, ce n’est plus possible de continuer ainsi, si vous ne construisez pas une église sur le plateau, je renoncerai à venir donner le sacrement de confirmation à vos enfants ».
Ses propos sont pris au sérieux et Monsieur de Camprieu offre le terrain pour bâtir une église. Des pierres prises dans des moraines voisines servent à sa construction. Comme il n’y a plus d’argent pour acheter la cloche, celle de l'église de Saint-Sauveur-des-Pourcils est transférée, au détriment de ses habitants.

### Le chemin des morts
Camprieu n’ayant ni église ni cimetière, il fallait, depuis le Moyen Âge, descendre à dos d’homme les corps des défunts jusqu’à Saint-Sauveur-des-Pourcils. À la suite de la bénédiction du cimetière de Camprieu en 1872, le chemin des morts fut abandonné et la végétation reprit ses droits jusqu'à sa réhabilitation par les services de l’ONF.
L’église de Saint-Sauveur-des-Pourcils a été de plus en plus délaissée. Les fidèles de la rivière basse ne voulaient pas qu’elle meure. Comme dans beaucoup d’autres églises, on y supprime la « barrière » entre les fidèles et le chœur, la grille en fonte alternant épis de blé et raisins a longtemps « décoré » le bord d’un chemin. Mais des insectes, des pyrrhocoris, dits gendarmes ou masques africains, se sont installés en décembre 1969 et tombaient de la voûte, signe de la dégradation de celle-ci et le maire Jean-Guy Gondry a alors signé l’arrêté interdisant l'usage de l’église.

### L’arboretum de Saint Sauveur des Pourcils
Implanté autour du hameau, parmi la centaine d’espèces d’arbres dont les plantations furent réalisées entre 1900 et 1910 on peut trouver des séquoias, des sapins de Grèce, des épicéas d’Orient, des pins laricio de Corse.

## Politique et administration

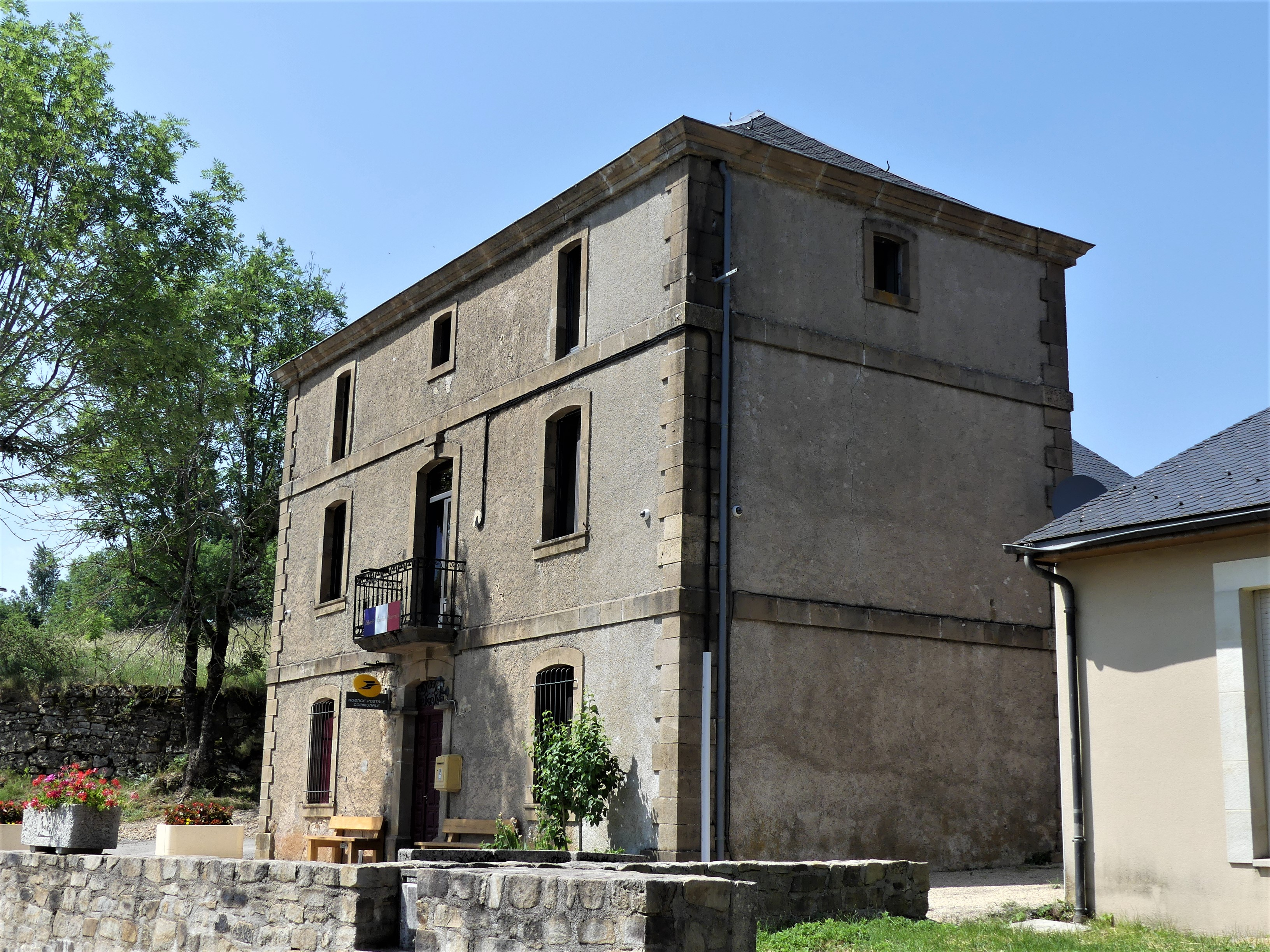
La mairie en 2019.

| Période                                  | Période  | Identité               | Étiquette | Qualité            |
| ---------------------------------------- | -------- | ---------------------- | --------- | ------------------ |
| Les données manquantes sont à compléter. |          |                        |           |                    |
| 1792                                     | 1800     | Jean Valette           |           |                    |
| 1800                                     | 1804     | Joseph Rouzier         |           |                    |
| 1804                                     | 1808     | Jean Valette           |           |                    |
| 1808                                     | 1812     | Pierre Passet          |           |                    |
| 1812                                     | 1812     | Pierre Vedrines        |           |                    |
| 1812                                     | 1815     | Pierre Passet          |           |                    |
| 1815                                     | 1826     | Joseph Benoît Bourelis |           |                    |
| 1826                                     | 1832     | Alban Valette          |           |                    |
| 1832                                     | 1835     | Pierre Passet          |           |                    |
| 1835                                     | 1841     | Antoine Arjailles      |           |                    |
| 1841                                     | 1860     | Alexandre Benoit       |           |                    |
| 1860                                     | 1876     | Sylvestre Viala        |           |                    |
| 1876                                     | 1878     | Pierre Julien          |           |                    |
| 1878                                     | 1892     | Barthélémy de Camprieu |           |                    |
| 1892                                     | 1917     | Émile Michel           |           |                    |
| 1917                                     | 1919     | Eugène Pialot          |           |                    |
| 1919                                     | 1925     | Jules Anthérieu        |           |                    |
| 1925                                     | 1929     | Camille Pialot         |           |                    |
| 1929                                     | 1939     | Henri Michel           |           | Conseiller général |
| 1939                                     | 1941     | Louis Vedrines         |           |                    |
| 1941                                     | 1945     | Henri Michel           |           |                    |
| 1945                                     | 1972     | Jules Passet           |           |                    |
| 1972                                     | 1977     | Jean-Guy Gondry        |           |                    |
| 1977                                     | 1983     | Gabriel Canaguier      |           |                    |
| 1983                                     | 1995     | Jean-Pierre Reilhan    |           |                    |
| 1995                                     | 2001     | Guy Arjailles          |           |                    |
| 2001                                     | 2008     | Bernard Castagnet      | UMP       |                    |
| 2008                                     | mai 2020 | André Boudes           |           |                    |
| mai 2020                                 | En cours | Nicole Amasse          |           |                    |

## Démographie
Les habitants de Saint-Sauveur-Camprieu sont des Candrivains.
L'évolution du nombre d'habitants est connue à travers les recensements de la population effectués dans la commune depuis 1793. Pour les communes de moins de 10 000 habitants, une enquête de recensement portant sur toute la population est réalisée tous les cinq ans, les populations de référence des années intermédiaires étant quant à elles estimées par interpolation ou extrapolation. Pour la commune, le premier recensement exhaustif entrant dans le cadre du nouveau dispositif a été réalisé en 2004.

En 2022, la commune comptait 212 habitants, en évolution de −17,51 % par rapport à 2016 (Gard : +2,97 %, France hors Mayotte : +2,11 %).
| 1793 | 1800 | 1806 | 1821 | 1831 | 1836 | 1841 | 1846 | 1851 |
| ---- | ---- | ---- | ---- | ---- | ---- | ---- | ---- | ---- |
| 306  | 259  | 389  | 462  | 555  | 546  | 466  | 494  | 456  |

| 1856 | 1861 | 1866 | 1872 | 1876 | 1881 | 1886 | 1891 | 1896 |
| ---- | ---- | ---- | ---- | ---- | ---- | ---- | ---- | ---- |
| 493  | 450  | 480  | 413  | 481  | 502  | 467  | 441  | 418  |

| 1901 | 1906 | 1911 | 1921 | 1926 | 1931 | 1936 | 1946 | 1954 |
| ---- | ---- | ---- | ---- | ---- | ---- | ---- | ---- | ---- |
| 436  | 400  | 405  | 364  | 536  | 864  | 434  | 382  | 302  |

| 1962 | 1968 | 1975 | 1982 | 1990 | 1999 | 2004 | 2006 | 2009 |
| ---- | ---- | ---- | ---- | ---- | ---- | ---- | ---- | ---- |
| 265  | 218  | 204  | 201  | 198  | 188  | 256  | 261  | 270  |

| 2014 | 2019 | 2022 | - | - | - | - | - | - |
| ---- | ---- | ---- | - | - | - | - | - | - |
| 252  | 224  | 212  | - | - | - | - | - | - |

## Économie

### Revenus
En 2021 (données Insee publiées en janvier 2024), la commune compte 114 ménages fiscaux, regroupant 198 personnes. La médiane du revenu disponible par unité de consommation est de 20 390 € (21 330 € dans le département).

### Emploi
|                | 2008   | 2013  | 2018  |
| -------------- | ------ | ----- | ----- |
| Commune        | 4,2 %  | 7,1 % | 9,3 % |
| Département    | 10,6 % | 12 %  | 12 %  |
| France entière | 8,3 %  | 10 %  | 10 %  |

En 2018, la population âgée de 15 à 64 ans s'élève à 113 personnes, parmi lesquelles on compte 71,3 % d'actifs (62 % ayant un emploi et 9,3 % de chômeurs) et 28,7 % d'inactifs,. Depuis 2008, le taux de chômage communal (au sens du recensement) des 15-64 ans est inférieur à celui de la France et du département.
La commune est hors attraction des villes,. Elle compte 49 emplois en 2018, contre 69 en 2013 et 66 en 2008. Le nombre d'actifs ayant un emploi résidant dans la commune est de 70, soit un indicateur de concentration d'emploi de 69,3 % et un taux d'activité parmi les 15 ans ou plus de 37,5 %.
Sur ces 70 actifs de 15 ans ou plus ayant un emploi, 32 travaillent dans la commune, soit 46 % des habitants. Pour se rendre au travail, 79,2 % des habitants utilisent un véhicule personnel ou de fonction à quatre roues, 13,4 % s'y rendent en deux-roues, à vélo ou à pied et 7,5 % n'ont pas besoin de transport (travail au domicile).

### Activités hors agriculture
27 établissements sont implantés à Saint-Sauveur-Camprieu en 2022. Le tableau ci-dessous en détaille le nombre par secteur d'activité et compare les ratios avec ceux du département,.
Le secteur du commerce de gros et de détail, des transports, de l'hébergement et de la restauration est prépondérant sur la commune puisqu'il représente 33,3 % du nombre total d'établissements de la commune (9 sur les 27 entreprises implantées à Saint-Sauveur-Camprieu), contre 25 % au niveau départemental.

### Agriculture
|               | 1988 | 2000 | 2010  | 2020 |
| ------------- | ---- | ---- | ----- | ---- |
| Exploitations | 6    | 3    | 2     | 2    |
| SAU (ha)      | 116  | 339  | 1 460 | 15   |

La commune est dans le Causse Noir, une petite région agricole concernant six communes à l'extrême-ouest du département du Gard. En 2020, l'orientation technico-économique de l'agriculture  sur la commune est la polyculture et/ou le polyélevage. Deux exploitations agricoles ayant leur siège dans la commune sont dénombrées lors du recensement agricole de 2020 (six en 1988). La superficie agricole utilisée est de 15 ha,,.

## Culture locale et patrimoine

### Lieux et monuments
- Témoignages du passé préhistorique de la région, sur le territoire communal ont été répertoriés deux menhirs : le menhir de Camprieu[38] et le menhir de la Pierre Plantée[39].
- Le lac du Bonheur.
- le chemin des Morts.
- l'abîme de Bramabiau.
- l'église et le hameau de Saint-Sauveur-des-Pourcils. Église Saint-Sauveur de Saint-Sauveur-des-Pourcils.
- l'église Saint-Sauveur de Camprieu.
- tous les étés ont lieu des manifestations à la Maison du Bois (exposition, atelier et animation).
- le château de Coupiac a été édifié en 1793 par le comte de La Rue de Mareilles puis acquis au XIXe siècle par la famille Teissier du Cros[40].

#### Station de ski Prat Peyrot
La station de ski de Prat Peyrot, qui se trouve à 9 km de Saint-Sauveur-Camprieu, se situe sur le massif de l'Aigoual (1 567 mètres) entre 1 280 et 1 480 mètres d'altitude. Elle est la propriété de la commune de Valleraugue et fonctionne en régie municipale. On y pratique le ski alpin (9 km), le ski de fond (60 km) ainsi que les raquettes et le chien de traîneau. Plus haut sur les terres arides (au-delà de 1 500 mètres), on peut y pratiquer le snowkite car le vent est souvent présent. En bas de la station, on trouve un chalet restaurant et un chalet hors-sac, des WC publics. La station dispose de 16 pistes de ski alpin (5 vertes, 6 bleues et 5 rouges), 6 pistes de ski de fond (2 noires, 1 rouge, 1 bleue et 2 vertes), 3 dameuses et une école de ski français, avec possibilité de cours individuels ou collectifs de ski de fond ou alpin et de snowboard pour les skieurs débutants ou plus perfectionnés, ainsi que 85 canons à neige pour pallier le manque de neige. L'hébergement et la location de ski se font à l'Espérou.

### Personnalités liées à la commune
- Sylvestre-Antoine Bragouse de Saint-Sauveur (1748-1825), évêque de Poitiers.
- L'écrivain Jean Carrière (1928-2005) y possédait un chalet.
- Le spéléologue Félix Mazauric (1868-1919) y exerça le métier d'instituteur.

### Héraldique
| Blason de Saint-Sauveur-Camprieu | Blason  | D'argent au taureau de sable sur une terrasse du même, au chef aussi de sable chargé de trois étoiles d'or. |
| Blason de Saint-Sauveur-Camprieu | Détails | Le statut officiel du blason reste à déterminer.                                                            |

## Photothèque

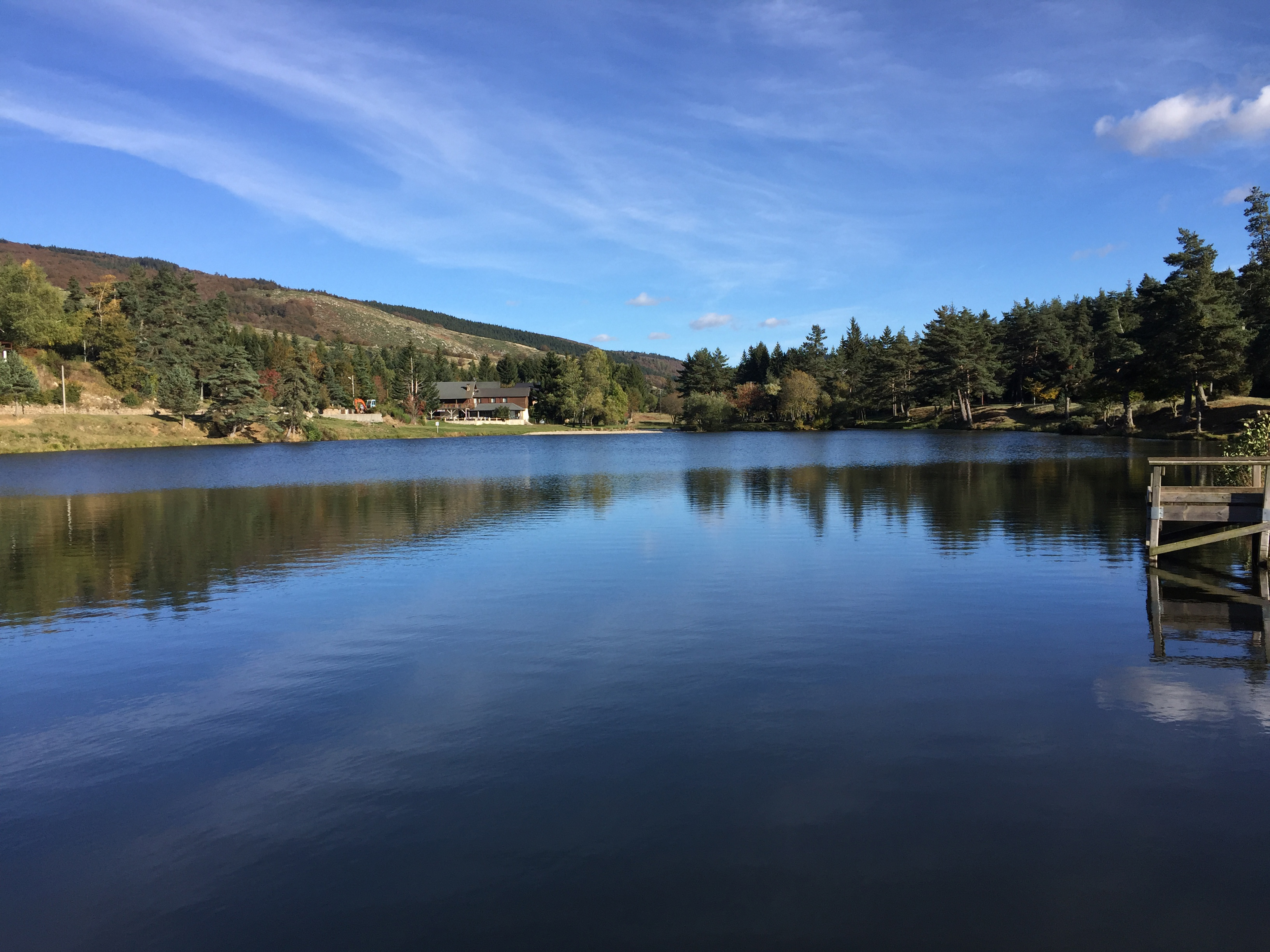
Le lac du Bonheur.
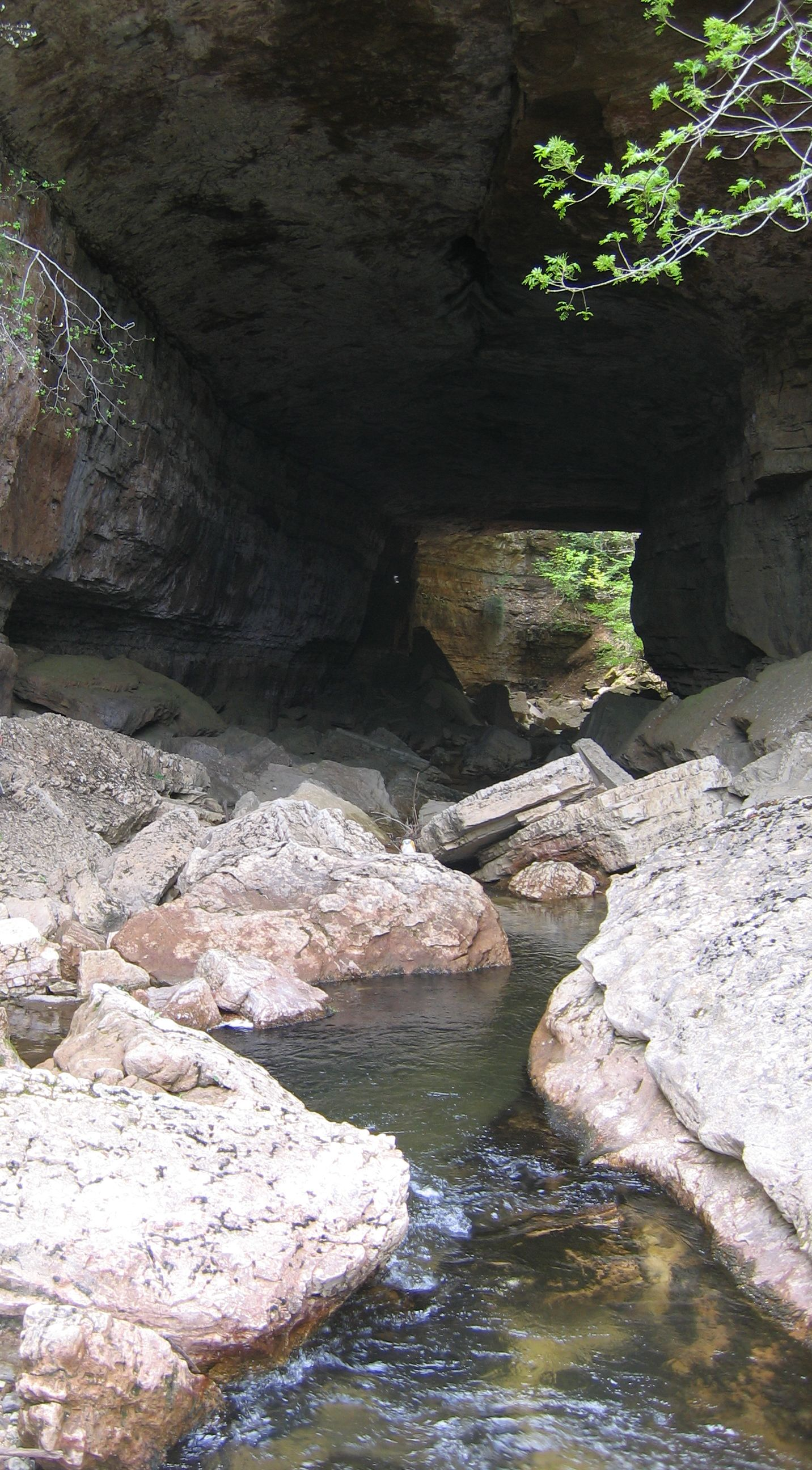
La perte du Bonheur.
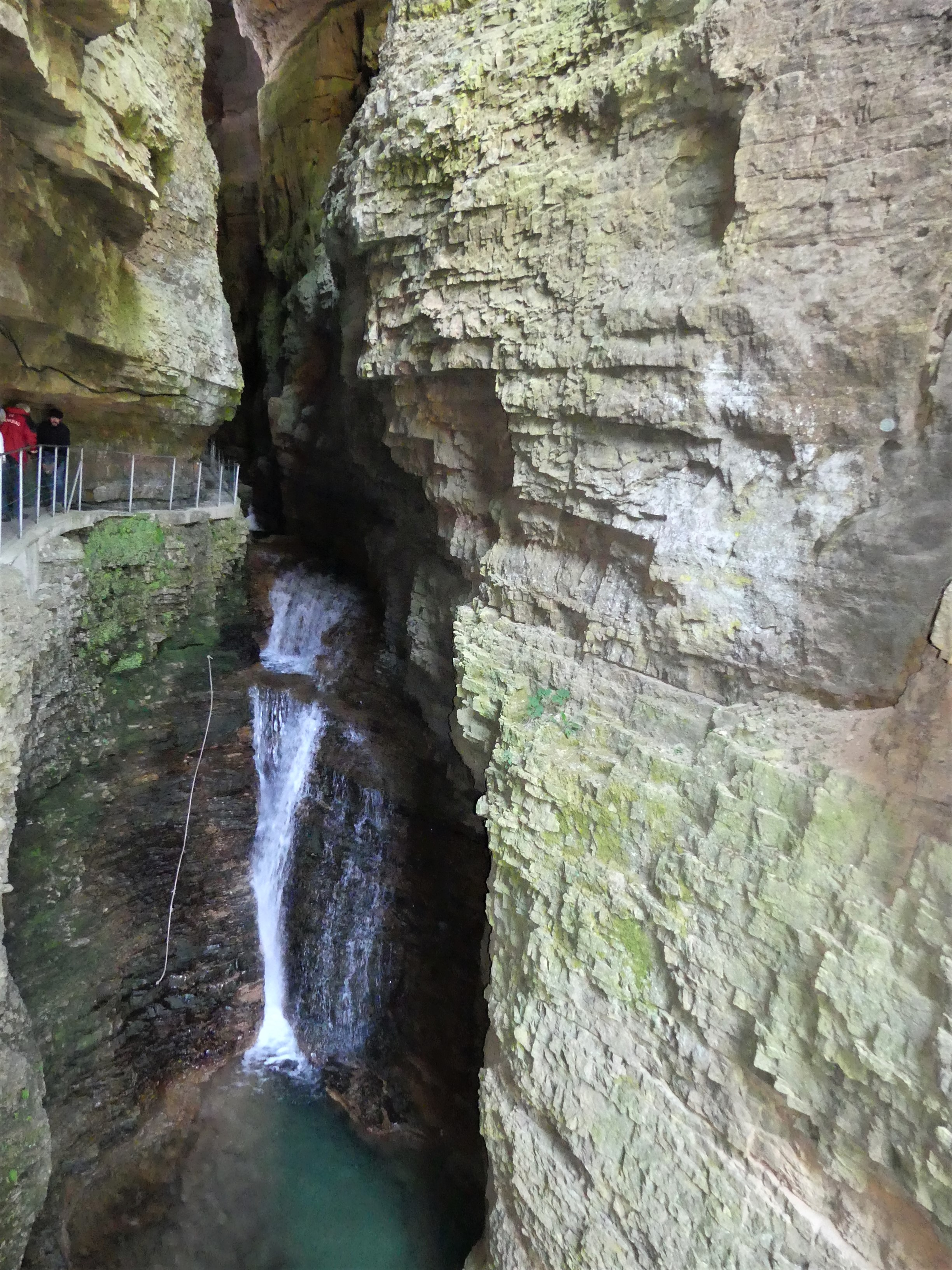
Cascade à l'intérieur de l'abîme.
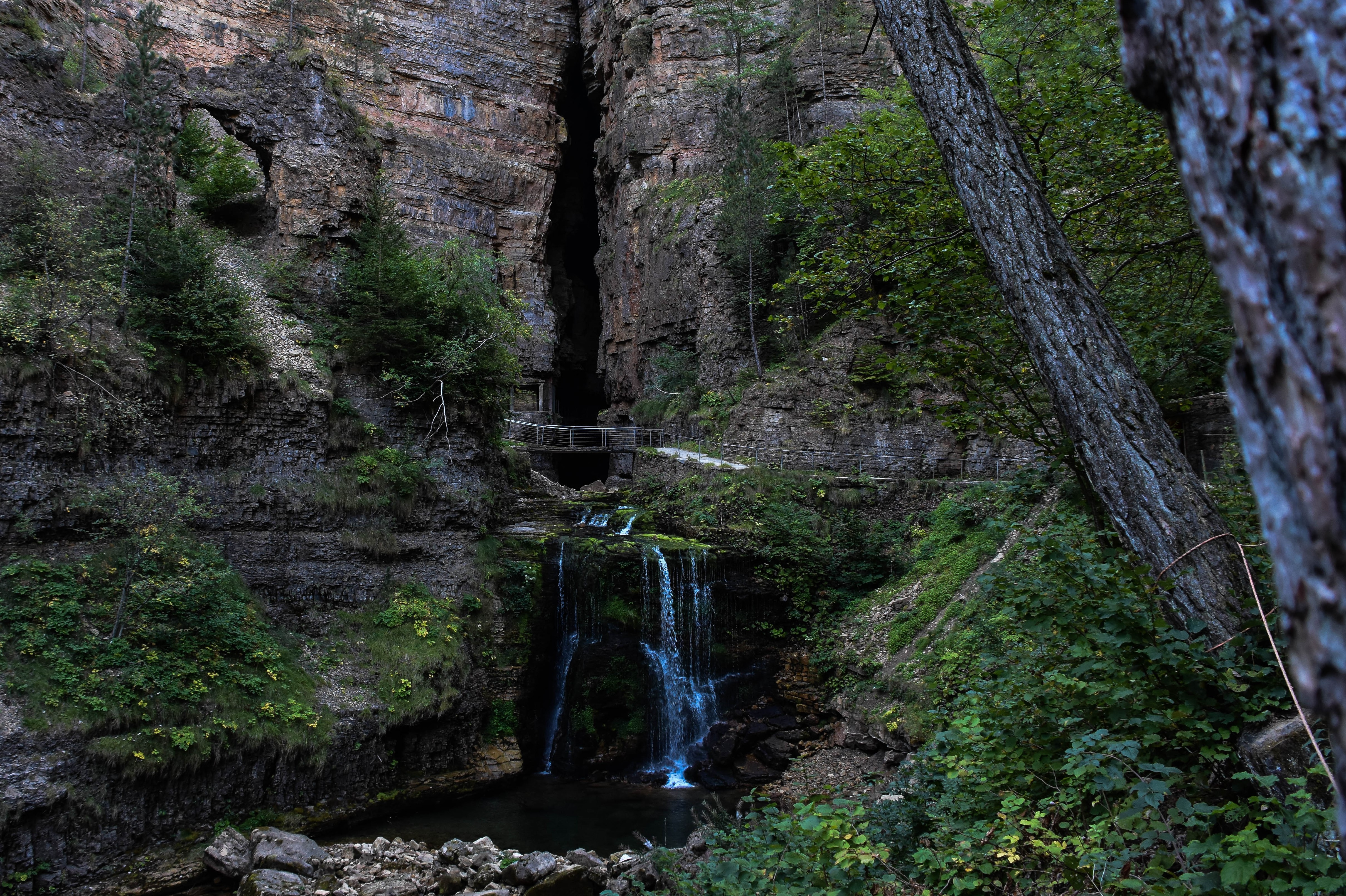
L'entrée de l'abîme de Bramabiau et la cascade extérieure.
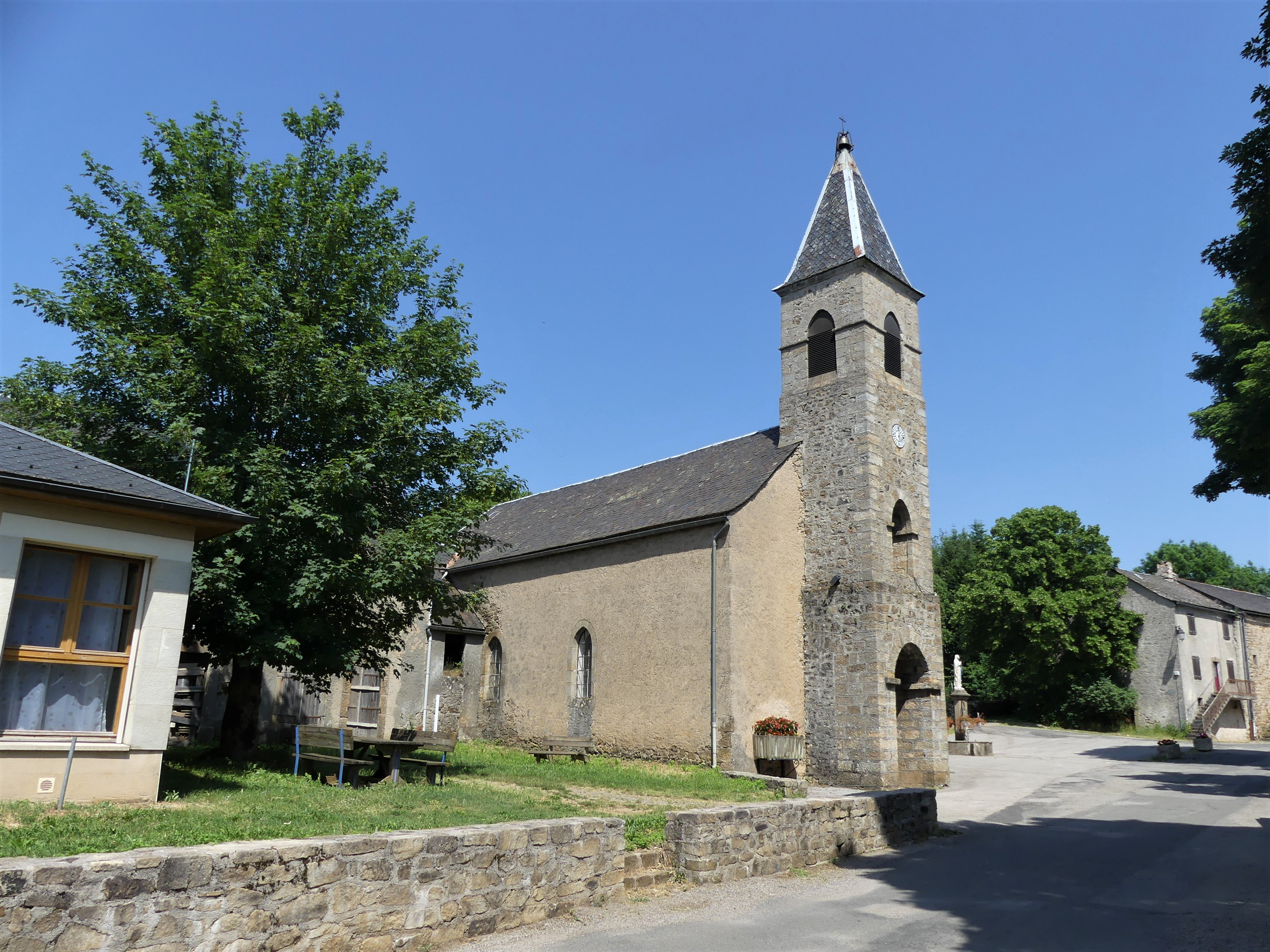
L'église Saint-Sauveur de Camprieu.
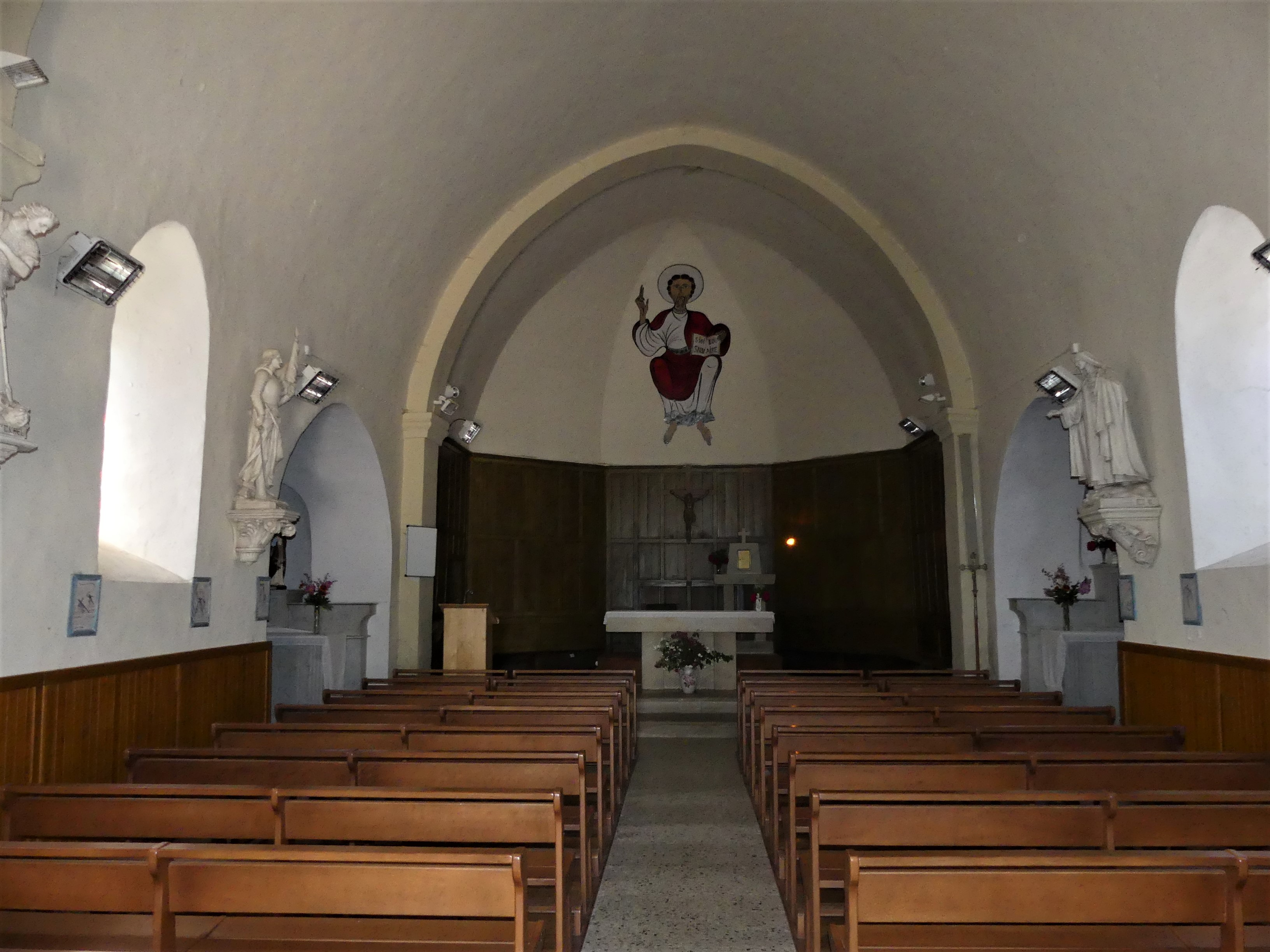
Sa nef.
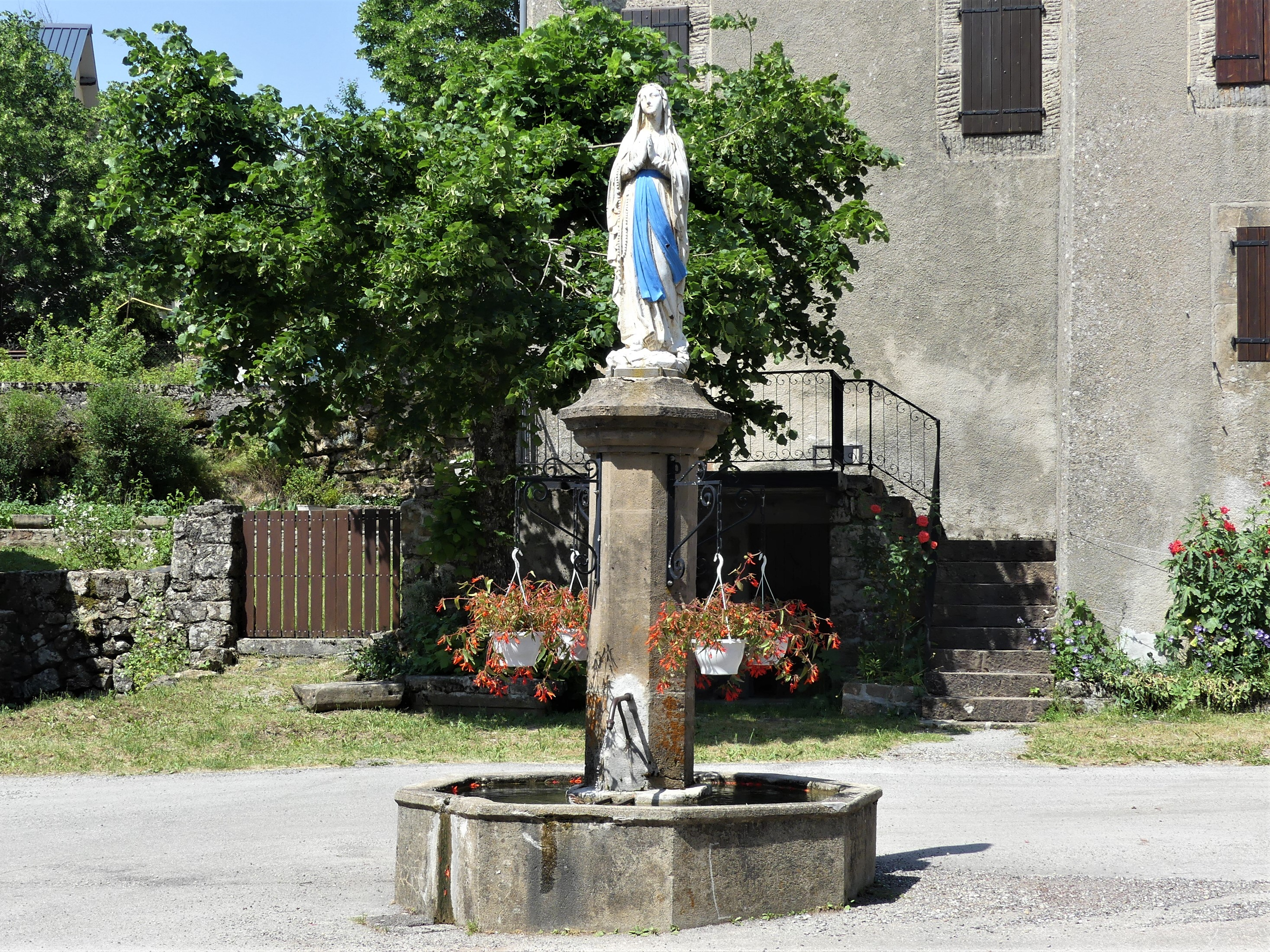
Statue-fontaine à côté de l'église de Camprieu.